# 雁屋哲
雁屋 哲（かりや てつ、1941年〈昭和16年/民国30年〉10月6日 - ）は、日本の漫画原作者、エッセイスト。のりこえねっと共同代表。本名：戸塚 哲也（とつか てつや）。別名に阿月田 伸也（あづきだ しんや）、瀬叩 龍（せたたき りゅう）、雁屋F（かりや えふ）がある。

## 略歴
1941年（民国30年、昭和16年）10月6日、中華民国北京特別市に誕生。終戦後に日本に引き揚げ、東京田園調布で育つ。結核性の感染症に冒されて小中学生時代は入退院を繰り返し、医者にかかる機会が多かったことから自らも医師を志望していたが、東大病院の建物の陰気さに嫌悪感を持ち、志望を変更した。東京都立小山台高等学校を経て、東京大学教養学部基礎科学科で量子力学を専攻する。
大学入学時は学者志望だったが、大学4年の夏に「大学に残っているより、もっと生々しい人間社会の実態を知りたい」と、大学卒業後広告会社の電通へ入社して3年9ヵ月間の会社員生活を送る。しかし、会社組織には順応できず、在籍中に漫画原作者として活動を始める。1974年（昭和49年）に退社後はフリーランスとして本格的に活動を開始した。初期は男性向け雑誌、少年誌などで劇画をメインに原作を手掛け、テレビ化、映画化された作品もある。
1983年（昭和58年）にグルメ漫画『美味しんぼ』を花咲アキラの作画で連載を開始した。1988年（昭和63年）にオーストラリアのシドニーに移住。日本の「食」についてのエッセイも発表している。1990年代後半には論壇誌『週刊金曜日』で、漫画『蝙蝠を撃て!』『マンガ日本人と天皇』をシュガー佐藤作画で発表している。

## 作風

### デビュー - 劇画作品
1972年（昭和47年）に阿月田伸也名義で池上遼一とともに講談社『週刊少年マガジン』上で連載開始し、主人公の孤児が競輪で活躍するスポーツ根性を描いた『ひとりぼっちのリン』が初作品である。以後、男性的で反権力的な劇画作品を多く手がけ、屈強な肉体と精神を持つ若者が、人間を蹂躙する腐敗した権力と対決するものが多い。少年誌連載作品では『男組』『男大空』などがある。
この時期の青年誌連載作品の代表作である『野望の王国』は、男組から180度転換し、権力を手に入れようとする悪人による暴力と殺戮が中心のピカレスク的内容となり、現在でもカルト的な人気を得ている。日本文芸社より出版された「完全版」の後書きにて雁屋は「『野望の王国』は、人間社会を動かしているものの根本は暴力であることを、きれいごとなしに描いたつもりである」と述べている。

### 転換点
雁屋にとって転換点となったのは、『風の戦士ダン』である。従来、作画担当が原作に無い要素を入れる事を好まない雁屋であるが、作画の島本和彦は本作品において原作に無いギャグを入れた。しかし、雁屋はそれを面白いとして承諾し、さらには原作執筆時にもギャグを入れるようになった。これが暴力漫画一辺倒であった雁屋にとっての転換点となり、『美味しんぼ』のヒットの伏線となる。島本は、作品の中でつらい目に遭う主要キャラに「同じ原作者の作品でもこうも違うものか！！『美味しんぼ』ではウマいモノ食っては文句を言い。更にウマいモノ食ってる。というのに！！」と、自身の不満をセリフに書き、社会現象にまでなった当時の『美味しんぼ』との違いをギャグにしている。

### 美味しんぼ
1983年（昭和58年）、『美味しんぼ』を若手漫画家の花咲アキラとのコンビで小学館『ビッグコミックスピリッツ』誌上にて連載開始。作中で東西新聞社が掲載する「究極のメニュー」を描き、究極という言葉が1986年（昭和61年）に新語・流行語大賞新語部門金賞に選ばれた。以後現在に至るまで連載が継続し、単行本の売上は累計1億冊を突破している。1987年（昭和62年）、第32回小学館漫画賞の青年一般部門を受賞した。アニメ、ゲーム、テレビドラマ、映画化もされている。
『美味しんぼ』は、雁屋作品では最長の連載期間・最高の単行本売り上げ部数となり、商業的に成功した漫画である。一方で1990年代からは少年誌・青年誌向けの新たな作品を発表していないため、野望の王国に代表される従来のようなバイオレンス漫画の原作者としての活動はほとんど行っていない。そのため『美味しんぼ』の連載以降については、むしろ本作品が雁屋の代表作とされる。後に雁屋がブログを開設する際も、タイトルを「美味しんぼ日記」とし、自らもそれを認めている。雁屋はグルメブーム批判のために原作を担当したが、本作の誕生によって料理漫画からグルメ漫画と呼ばれるようになってしまった。また自身をグルメ作家、食通扱いされることに対しては嫌悪感を示し、作中でも「食通」や「グルメブーム」の虚飾と俗物振りを度々批判している。
『美味しんぼ』はグルメ以外にも食の安全や倫理に関する話題を多く取り上げており、そのため戦後の食文化に一石を投じたとして評価されることがある。しかし、作中で実在のメーカーや特定の商品を取り上げて批判することもある（味の素、アサヒビール、サントリーなど）。また、食関係の知識について誤った認識のまま掲載したケースも数例存在し、これに対する批判もある。
食文化や、食に絡んだ政治的なテーマを扱うことも多く、第13巻「激闘鯨合戦」では捕鯨とそれに絡む日本文化を紹介しながら「捕鯨は文化である」と訴えた。2009年（平成21年）、自身のブログ「美味しんぼ日記」において、捕鯨妨害活動を行う反捕鯨団体シーシェパードは海賊を通り越して「テロリスト」であると批判、自衛隊艦船を送り込むのは当然であるとした上で、シーシェパードの拿捕と乗組員の逮捕拘引を主張した。同時に、活動を黙認しているオーストラリア政府も批判した。豪州については第33巻「魅惑の大陸（後編）」では同国を「世界でも一番進んだ思想であるオーストラリアの多文化主義」と憧れて自ら移住もしたが、第65巻「オーストラリアの危機（中編）」では豪州において差別主義が台頭しつつあることを取り上げ、作中人物に「今はあまり行かない方がいい国だ」と言わせ、観光でも行くことは危険であると、過去の考えを改め痛烈に批判した。

## 人物
- Macintoshユーザーであり、Windows嫌いである。『美味しんぼ』『蝙蝠を撃て!』では作中にMacを登場させ、前者では主人公の山岡士郎がWindowsやそのユーザーを激しく罵倒するシーンが描かれている[14][15]。
- 『MASTERキートン』が一時期、絶版状態だったのは、雁屋が小学館に抗議していたからだとする一部報道があった。匿名の関係者の証言として、浦沢直樹と長崎尚志（担当編集者兼原作者）が、初期の原作者であった勝鹿北星を冷遇し、原作者クレジットを外そうとしたことに対して、勝鹿の友人で電通時代の同僚でもあった雁屋が口を出し、当時の長崎が『ビッグコミックスピリッツ』編集長であったことから、長崎の編集長退任・退社および浦沢の講談社『モーニング』移籍へ発展するなど、問題がこじれたとされている[16]（詳細はMASTERキートン#著作者表示の変更について）。
- 雁屋のブログ「雁屋哲の美味しんぼ日記」[※ 5]などについて、『週刊新潮』は「「美味しんぼ」雁屋哲の「北朝鮮」への異常な愛」と題する記事を掲載した[18]。これに対し、雁屋はブログに「週刊新潮の思い出」と題する記事を発表し、「芸能界、財界人、有名人など様々な世界の人々の醜聞、醜悪で残酷な犯罪事件の再現、異常な性的な話題に埋め尽くされていて、開いて二三ページも読むと、汚いものを無理矢理のどに突っ込まれたような気分になる」「もう、そろそろ、自分の人生がおしまいになると言う年頃になって、それまで自分の書いてきた物を思い出して、真夜中に飛び上がって、虚空に向かって絶望の叫びをあげたりしないのだろうか」と同誌の編集者やライターを批判した[5]。
- 大学生時代につげ義春の『ねじ式』を読み「天地がひっくり返るような衝撃を受ける」。また、「目がくらむような人間だった」とも表現し、つげ義春全集や入手できる限りの著書を所有している[19]。
- 日本文芸社で雁屋を担当していた編集者の夜久弘は、『ガロ』に代表される純粋漫画の熱烈な支持者で、つげの作品を発表するために採算度外視で『COMICばく』を出版する一方で、雁屋の『野望の王国』や『獅子たちの荒野』には一切文句を付けず淡々と対応していた。芸術作品を描く漫画家であるつげと大衆娯楽作品の原作者である雁屋では、編集者の取り組みに大きな差異があることを認識した雁屋は衝撃を受け、つげに劣等感を抱いた。また、1988年（昭和63年）にオーストラリアへ転居して以後、夜久との交流はなくなった。しかし、敬愛と劣等で屈折しつつも、古い知人がつげを知らなかったことに驚いて「『ねじ式』を知らないで漫画を知っているといえるのか」と迫り、筑摩書房刊の「つげ義春全集」を送ることを約束した[19]。
- フリーライターの中宮崇は電通出身の雁屋にとって漫画は『蝙蝠を撃て!』もみるとプロパガンダとしての道具なのかもしれないと批判している[20][21]。

## 作品リスト

### 漫画
- 風の番長（作画：梅本さちお、1974年ごろ、月刊少年マガジン）[22]
- 男組（作画：池上遼一、1974年 - 1979年、週刊少年サンデー）
- 銀河戦士アポロン（作画：海堂りゅう、1975年、少年キング） - 宇宙戦争を題材としたSF漫画で、後にアニメ『UFO戦士ダイアポロン』の原案となるが、巨大ロボットは登場しない。未単行本化。
- 海商王（作画：かざま鋭二、1975年 - 1976年、週刊少年マガジン）
- 怪物球団（作画：制野秀一、1976年 - 1977年、コミックmagazine）
- 野望の王国（作画：由起賢二、1977年 - 1982年、週刊漫画ゴラク）
- 黒鍵（くろのキー）（作画：叶精作、1977年、ビッグコミックオリジナル） - 主人公の敵対組織[※ 6]の黒幕が超大物のある人物という、かなり過激な作品。
- 突き屋（作画：長谷川法世、1977年、週刊少年サンデー） - 『男組』休載時の連載作品。
- 人狼戦線（作画：田丸ようすけ、1978年、まんがドンキィ）
- 炎の超人メガロマン（作画：秋本シゲル、1979年、てれびくん） - 同タイトルのテレビ特撮番組のコミカライズだが、連載用の原作を新たに書き下ろしている。これはページの柱などに明記されていた。
- 男大空（作画：池上遼一、1980年 - 1982年、週刊少年サンデー）
- 男は天兵（作画：井上紀良、1981年 - 1983年、週刊ヤングジャンプ）
- 風の戦士ダン（作画：島本和彦、1982年 - 1986年、週刊少年サンデー増刊）
- 獅子たちの荒野（作画：由起賢二、1983年 - 1984年、週刊漫画ゴラク）
- 美味しんぼ（作画：花咲アキラ、1983年 - 、ビッグコミックスピリッツ） - 第32回（昭和61年度）小学館漫画賞受賞。
- スター・ステップス（作画：伊藤実、1983年 - 1986年、月刊コミコミ）
- ZINGY（作画：上條淳士、1984年、週刊少年サンデー）
- 首領（作画：伊賀一洋、1985年、日本文芸社ゴラクC）
- ザ・テラー（作画：村野守美、1986年 - 1988年、週刊サンケイ）
- 蝙蝠を撃て!（作画：シュガー佐藤、1997年 - 1998年、週刊金曜日） - 『ゴーマニズム宣言』の対極に位置する、雁屋的『ゴーマニズム宣言』といった趣の作品。『マンガ日本人と天皇』連載開始に伴い終了。
- マンガ日本人と天皇（作画：シュガー佐藤、1998年 - 2000年、週刊金曜日）
- マンガまさかの福沢諭吉（作画：シュガー佐藤、2016年、遊幻舎） - 上下巻、描き下ろし単行本[23]

阿月田伸也名義
- ひとりぼっちのリン（作画：池上遼一、1972年、週刊少年マガジン） - デビュー作。共同原作。孤児となった主人公が血のにじむような努力の末、競輪選手となっていく過程を描いた熱血スポーツ漫画。

瀬叩龍名義
- 二匹のブル（作画：岩重孝、1986年 - 1988年、ビッグコミックスピリッツ） - 『美味しんぼ』との同時連載だったこともあり、別名義を使用している。

### 小説
- 『二千七百年の美味』角川書店、1993年9月。
  - 『究極の美味』[※ 7]角川書店〈角川ホラー文庫〉、1995年12月。ISBN 978-4041783047

### アニメ・特撮
- UFO戦士ダイアポロン（エイケン、1976年） - ロボットアニメ物。『銀河戦士アポロン』が原案となっており、設定のいくつかが引き継がれているが、制作には関わっていない。
- メガロマン（東宝、1979年） - 特撮ヒーロー物。原作者として企画から関わっており、主題歌の作詞なども行っている。

### エッセイ
- 『美味しんぼの食卓』角川書店、1987年7月。ISBN 4-04-883217-4。
  - 『美味しんぼの食卓』角川書店〈角川文庫〉、1990年9月。ISBN 4-04-178301-1。
- 『美味しんぼ主義』角川書店、1989年3月。ISBN 4-04-883232-8。
  - 『美味しんぼ主義』角川書店〈角川文庫〉、1992年5月。ISBN 4-04-178303-8。
- 『雁屋哲の美味しんぼ列島』日本放送出版協会、1989年6月。ISBN 4-14-008651-3。
- 『日本人の誇り 「金を惜しむな、名を惜しめ」の思想』飛鳥新社、1995年8月。ISBN 4-87031-227-1。
- 『美味しんぼ塾 「美味しんぼ」をもっと美味しくする特別講義』小学館〈マイファーストビッグブックス〉、2001年4月20日。ISBN 4-09-359381-7。
- 『美味しんぼ塾 2 食を愛する全ての人に贈る痛快講義』小学館〈マイファーストビッグブックス〉、2006年6月15日。ISBN 4-09-359382-5。
- 『シドニー子育て記 シュタイナー教育との出会い』遊幻舎、2008年11月。ISBN 978-4-9903019-3-4。
- 『頭痛、肩コリ、心のコリに美味しんぼ』遊幻舎、2010年6月。ISBN 978-4-9903019-5-8。
- 『美味しんぼ「鼻血問題」に答える』遊幻舎、2015年1月。ISBN 978-4-9903019-8-9。
- 『魯山人と美味しんぼ』小学館、2016年12月。ISBN 978-4-0918770-6-2。

#### 雁屋F名義
- 『スカトロピア』ブロンズ社、1972年

### 対談
- 雁屋哲、岸朝子『美味しんぼ食談』遊幻舎、2006年9月。ISBN 4-9903019-0-0。